# INDUCKS
INDUCKS, eller I.N.D.U.C.K.S., är en fritt tillgänglig databas över internationella Disney-relaterade publikationer, serieskapare och seriefigurer som grundades 1994 av Harry Fluks. Databasen innehåller drygt 1 440 000 publikationer.

### Fotnoter
1. ↑  ”What is Inducks?”. oktober 2000. https://inducks.org/bolderbast/xxinterv.html. Läst 28 maj 2018.
2. ↑  ”Statistik”. https://inducks.org/stats.php. Läst 28 maj 2018.  ”Item reprints: 1440855”